# Hanuman

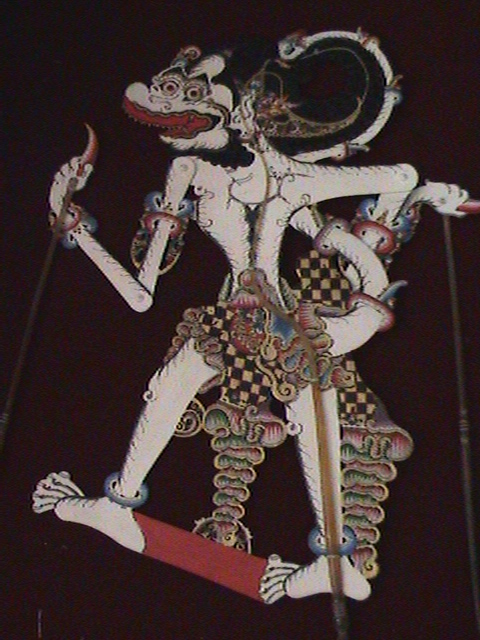
Een Javaanse leren wajang pop van Hanuman

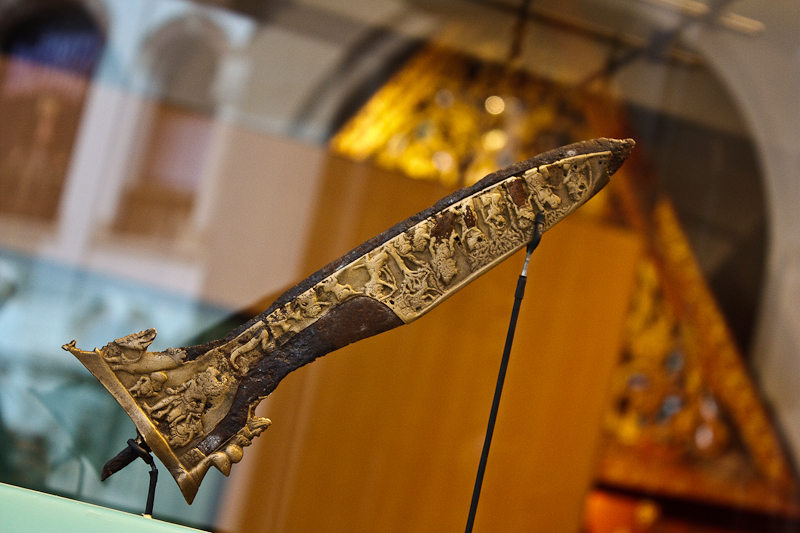
De legendarische Kris van Knaud.
Bijna een eeuw verloren gewaand, maar recent hervonden en nu op een ereplaats in het Tropenmuseum: de oudst bekende gedateerde kris ter wereld (met ingegraveerde datering 1264 = 1342 na Chr.). De kostbaarste en oudste pusaka van het Javaanse hof werd geschonken aan Charles Knaud (geb. 1840) die als traditioneel Javaans genezer (dukun) de Javaanse kroonprins het leven redde van zwarte magie. Op het lemmet, bekleed met bladkoper, een tafereel uit het Ramayana-epos: de generaal Hanuman oog in oog met een vijandelijk leger.

Hanuman (Sanskriet: हनुमान्, Javaans: Anoman, Nederlands: Hanoeman) is in het hindoeïsme een godheid die de gedaante heeft van een vanara. Hij speelt een belangrijke rol in de Ramayana, waarin hij de god Rama helpt bij de redding van zijn vrouw Sita uit de handen van Ravana, de Rakshasakoning van Lanka. Hanuman symboliseert met zijn trouw aan Rama de bhakti (devotie) en is vooral populair in het noorden van India. Andere namen van Hanuman zijn: Shankarsuwan, Kesarinandan, Vayuputra, Pawanputra en Anjaneya.
Volgens sommige onderzoekers is Sun Wukong (Son Goku), de hoofdpersoon van de Chinese Epos De reis naar het westen op Hanuman gebaseerd.

## Hanuman in de Ramayana
Hanuman is in het epos de zoon van een apsara, een hemelse nimf genaamd Punjikasthala, die door een vloek een vrouwelijke vanara werd. Zij was leerlinge van Brihaspati, leermeester van de goden. Haar werd de gave gegeven dat zij verlost zou worden van haar vloek als ze een incarnatie van Shiva had gebaard. In haar wedergeboorte als Anjana (Anjani) huwde ze Kesari en smeekte ze de zegen van Shiva af, zodat hij bij haar geboren zou worden.
Koning Dasaratha brengt een vuuroffer, omdat hij niet voor nageslacht voor zijn koninkrijk kon zorgen. De god van het vuur Agnidew brengt hem de heilige pudding die hij zijn drie vrouwen geeft. Zijn drie vrouwen krijgen de pudding, maar Kaikeyi weigert deze in eerste instantie en een havik neemt een deel van de pudding mee en laat deze diep in het woud van uit de lucht vallen. Vayu (Pawan), god van de wind, blaast hem in handen van Anjana. Zij is op dat moment Shiva aan het aanbidden en krijgt de pudding in haar handen. Zij eet het op ter meerdere glorie van Shiva. Ze wordt daarop ook zwanger, evenals de drie vrouwen van koning Dasaratha.
Zo wordt Hanuman geboren. Zijn moeder Anjana wordt hierop verlost van haar vloek als vanara. Zij wil vertrekken naar de hemel en Hanuman vraagt zijn moeder hoe hij dan opgevoed zal worden. Zij verzekert hem dat hij nooit vernietigd kan worden en dat vruchten zo rijp als de zon zijn voedsel zullen zijn. Daar de kleine Hanuman goddelijk van natuur is beeldt hij zich in dat de zon een rijpe vrucht is om op te eten.
Hij vliegt erop af en wordt gadegeslagen door Rahu die daarop naar Swarga gaat om Indra, koning van de goden, te informeren over een gevaar voor de hemellichamen van een aap. Heel dicht bij de zon wordt Hanuman tegengehouden door een donderslag van Indra. Hanuman valt levenloos op aarde terug. Vayu ontbrandt in woede en verlaat daarop de aarde en vertrekt naar de onderwereld Patala. Het leven op aarde dreigt ten onder te gaan. Brahma en alle goden uit het rijk van Indra komen, om Pavandew te smeken terug te keren daar het leven op aarde dreigt te vergaan. Pavandew stemt toe. Hierop brengen zij Hanuman tot leven en voorzien hem van nog meer uitzonderlijke goddelijke gaven en attributen. Hij wordt de belichaming van alle goden en godinnen tezamen.
Surya biedt Hanuman aan om zijn leermeester te worden. Omdat Hanuman uitzonderlijke gaven bezit, is het voor hem mogelijk om binnen 60 uren al de kennis van zijn leermeester op te doen. Hanuman vliegt met Surya (de zon) mee. Surya is zeer te spreken over zijn leerling en Hanuman hoeft er ook niets voor terug te doen. Hanuman staat erop, waarop Surya Hanuman vraagt om zijn zoon Sugriva, die in het woud Kishkindha woont, te helpen en bij te staan.
In andere versies van de mythe maakt Rama de vanar-generaal onsterfelijk uit dankbaarheid voor de hulp in de strijd tegen Ravana. De vanar vraagt zo lang te mogen leven als er over Rama gesproken zal worden.
Hanuman komt achter de verblijfplaats van de ontvoerde Sita en wil haar bevrijden, maar zij wil niet dat hij haar aanraakt (dat mag alleen haar man Rama). Hanuman neemt dan een gouden bloem mee. Hiermee kan hij Rama bewijzen dat Sita nog in leven is. De staart van Hanuman wordt in brand gestoken, maar Agni zorgt dat hij ongedeerd blijft en Ravana's stad in vuur en vlam komt te staan. Hanuman waarschuwt Rama en de grote strijd begint. Ravana wordt gedood door Rama, geholpen door Hanuman en zijn apenleger, en Sita wordt bevrijd.

## Afbeeldingen

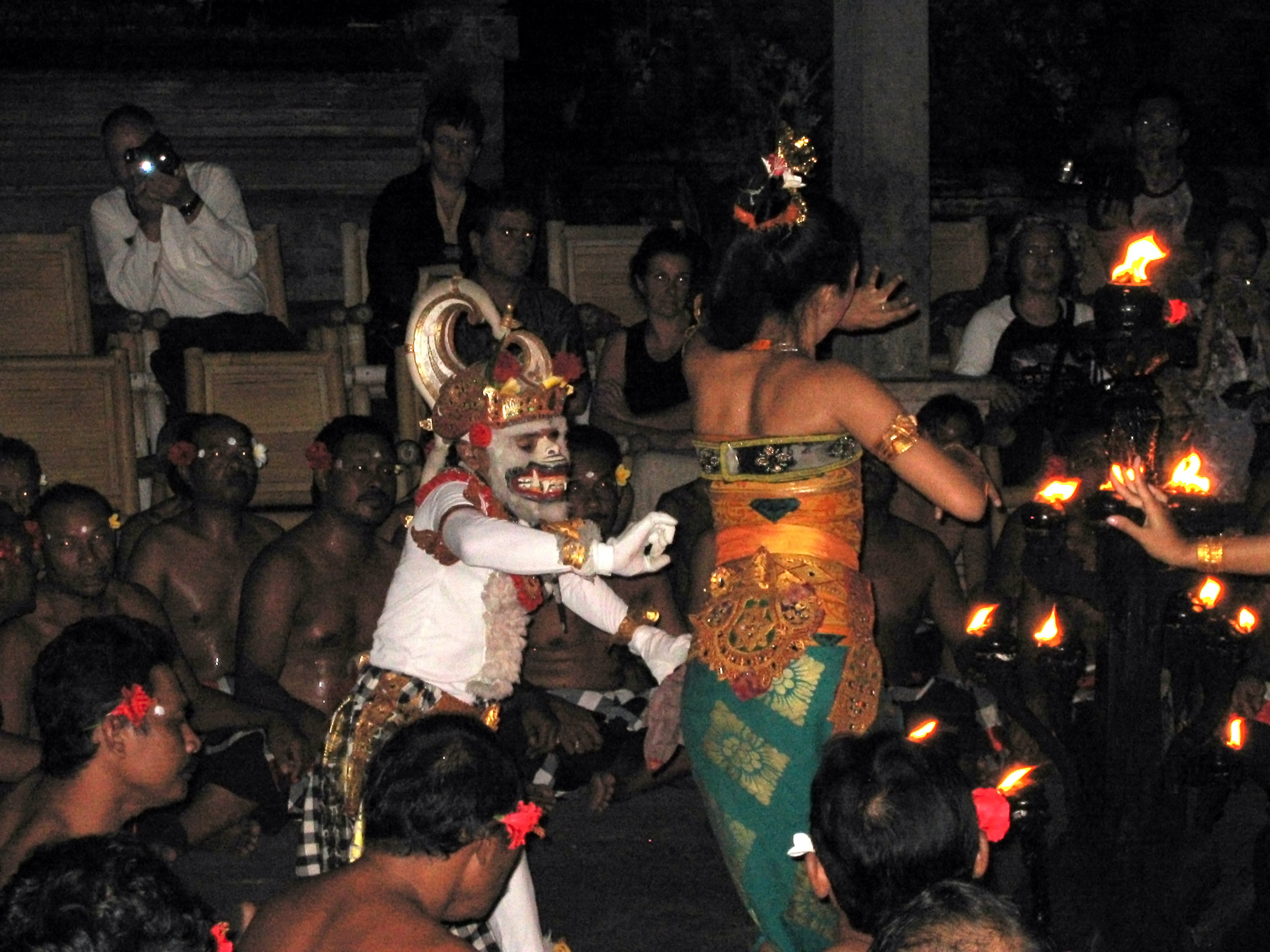
Hanuman vertelt de ontvoerde Sita dat ze gered zal worden (kecakopvoering in Bali)
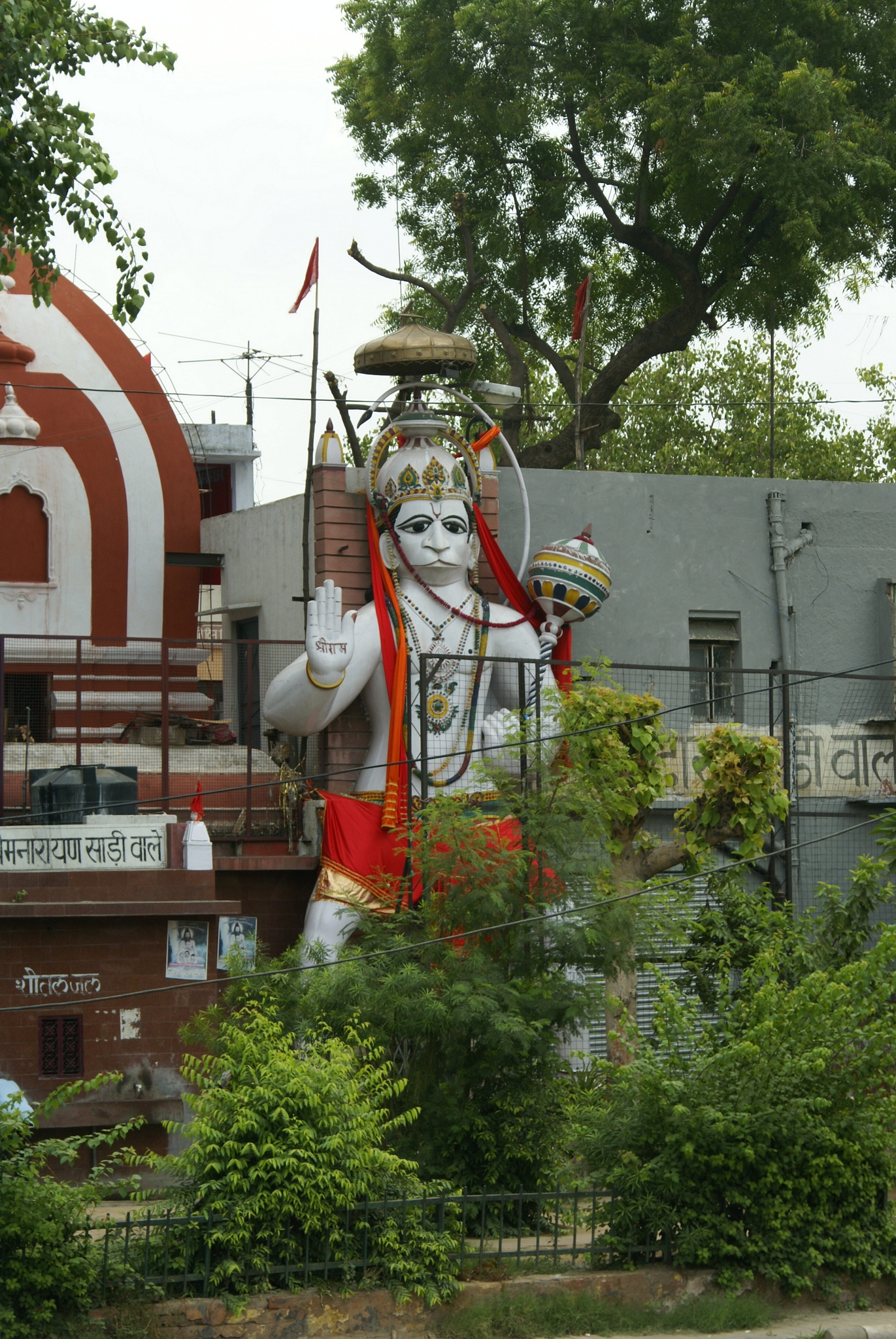
Hanuman in Delhi
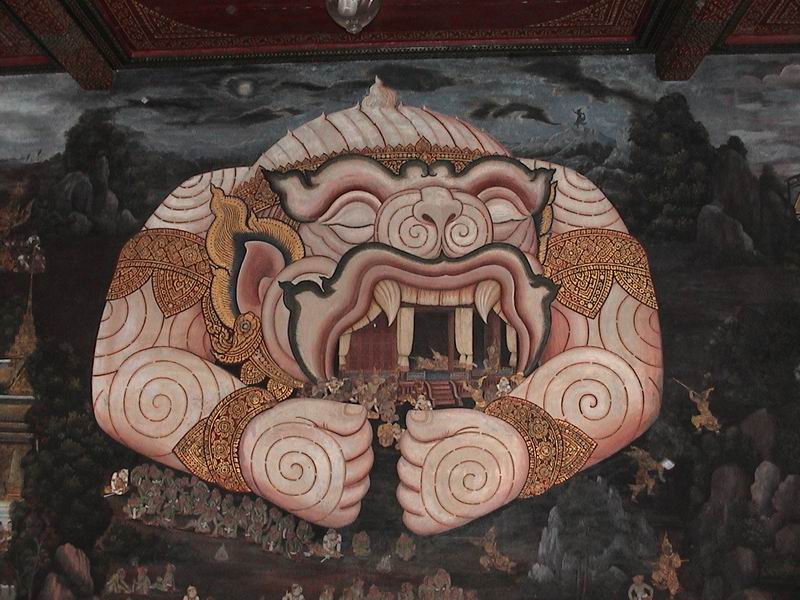
Hanuman maakt zich groot en verbergt de verblijfplaats van Rama
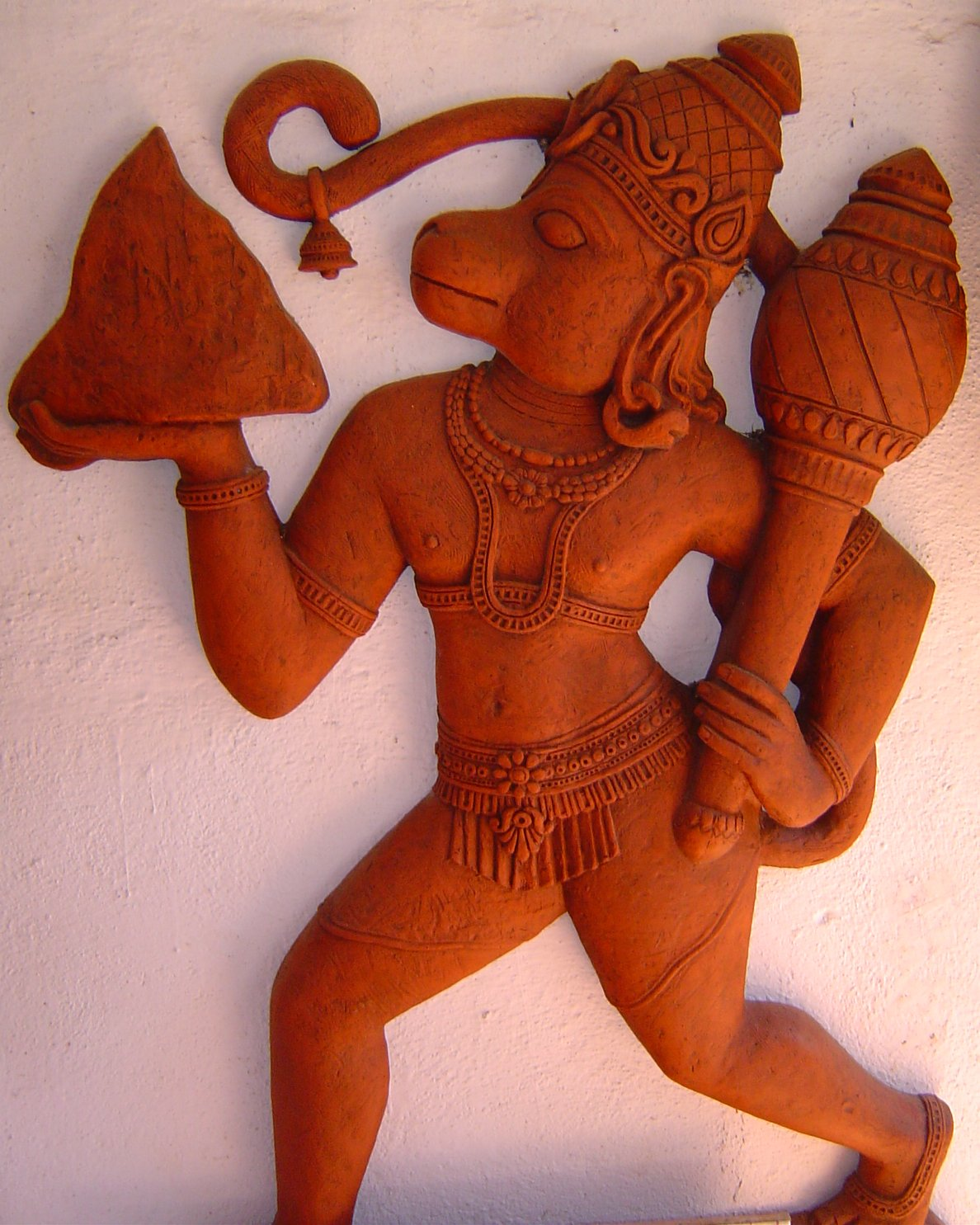
Hanuman in terracotta (Thailand)
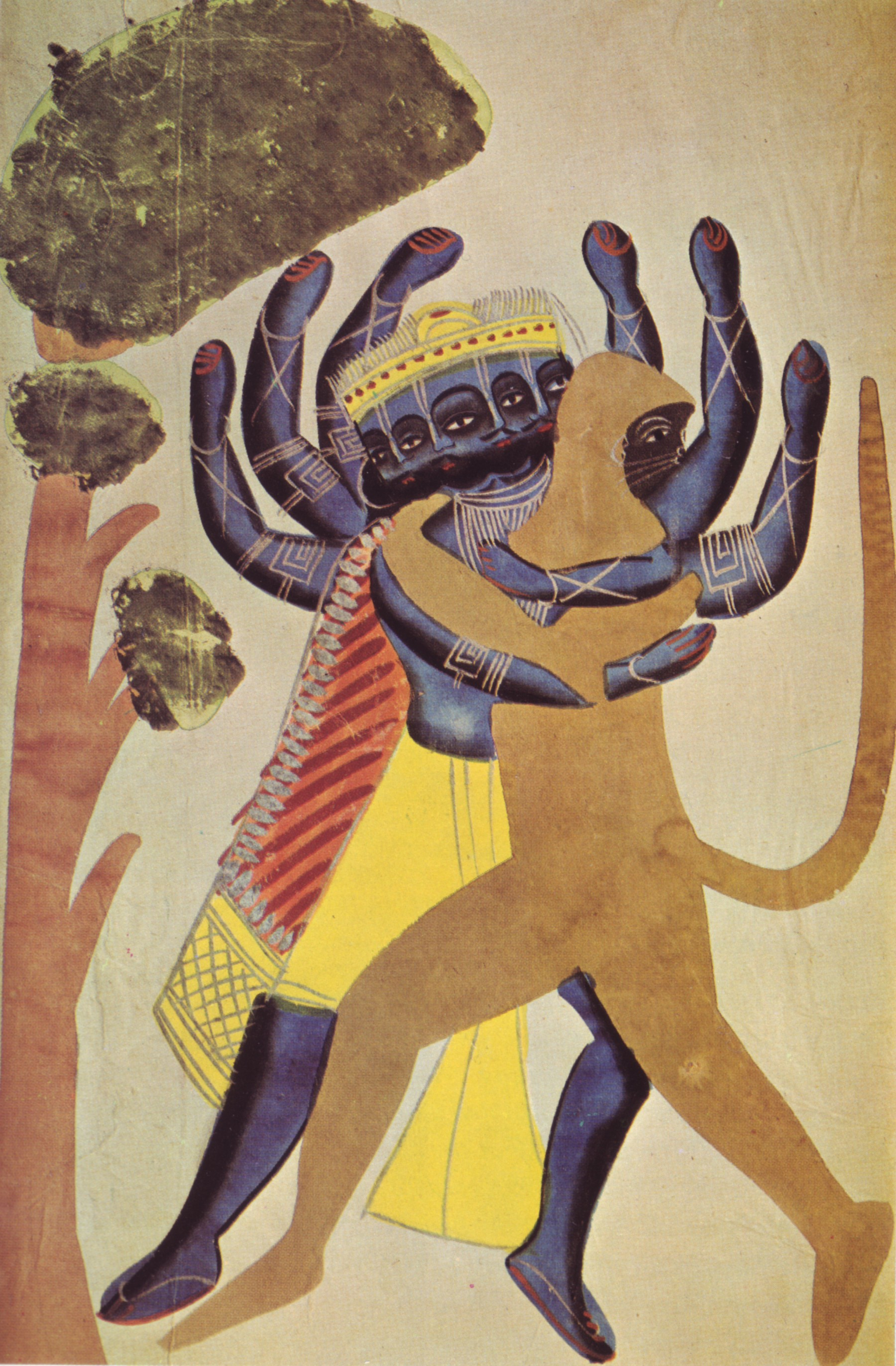
Hanuman vecht met Ravana
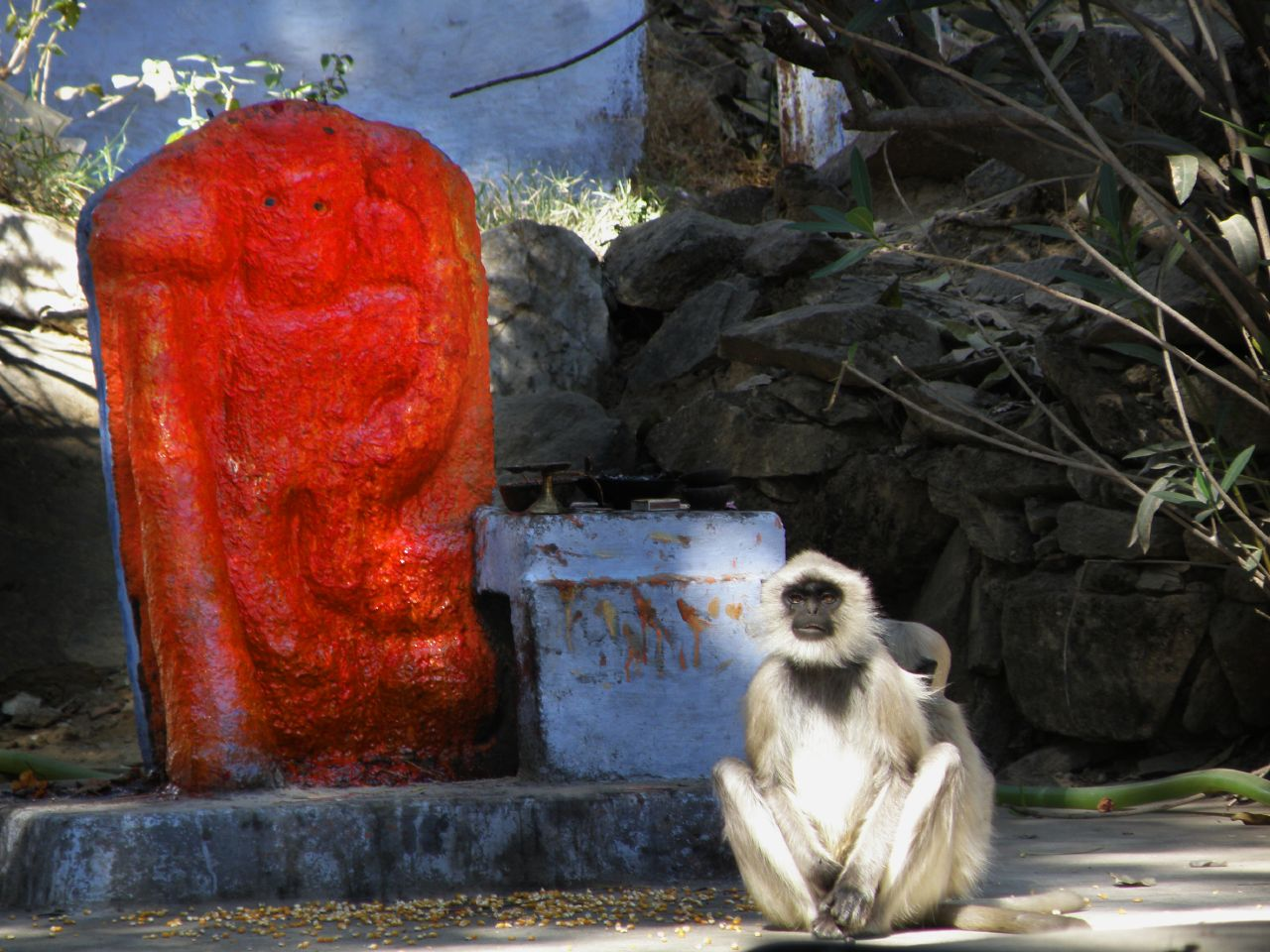
Beeld van Hanuman met hoelmans
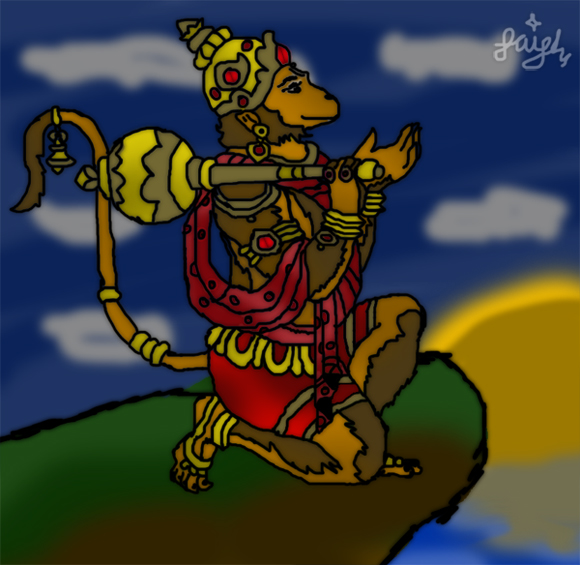
Hanuman of Anjaneya
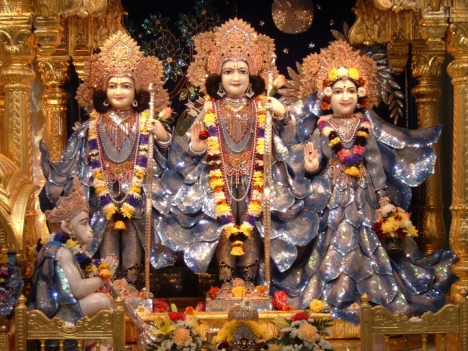
Murti van Lakshmana, Rama, Sita en Hanuman
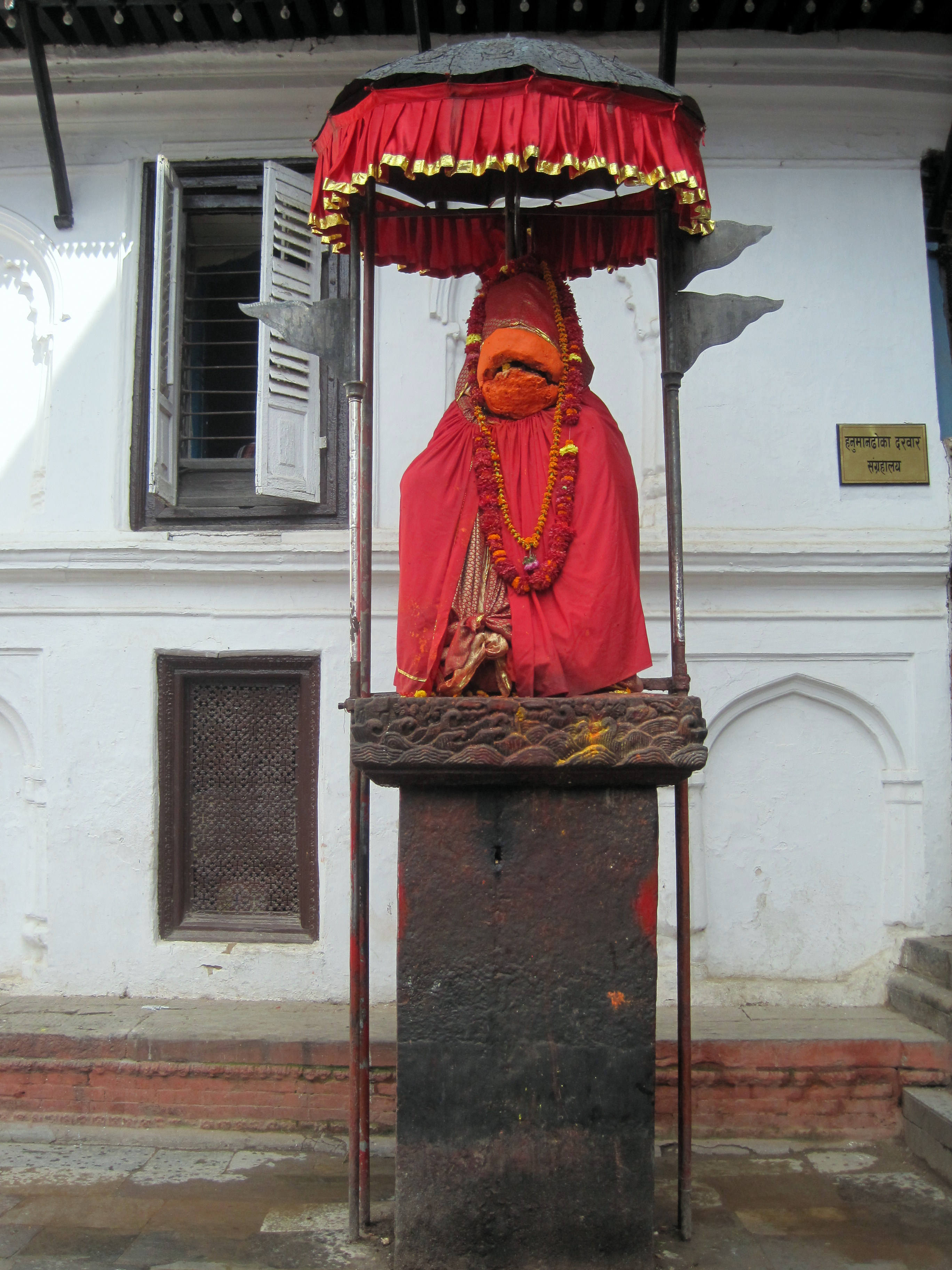
Hanumanbeeld op het Durbar-plein van Kathmandu
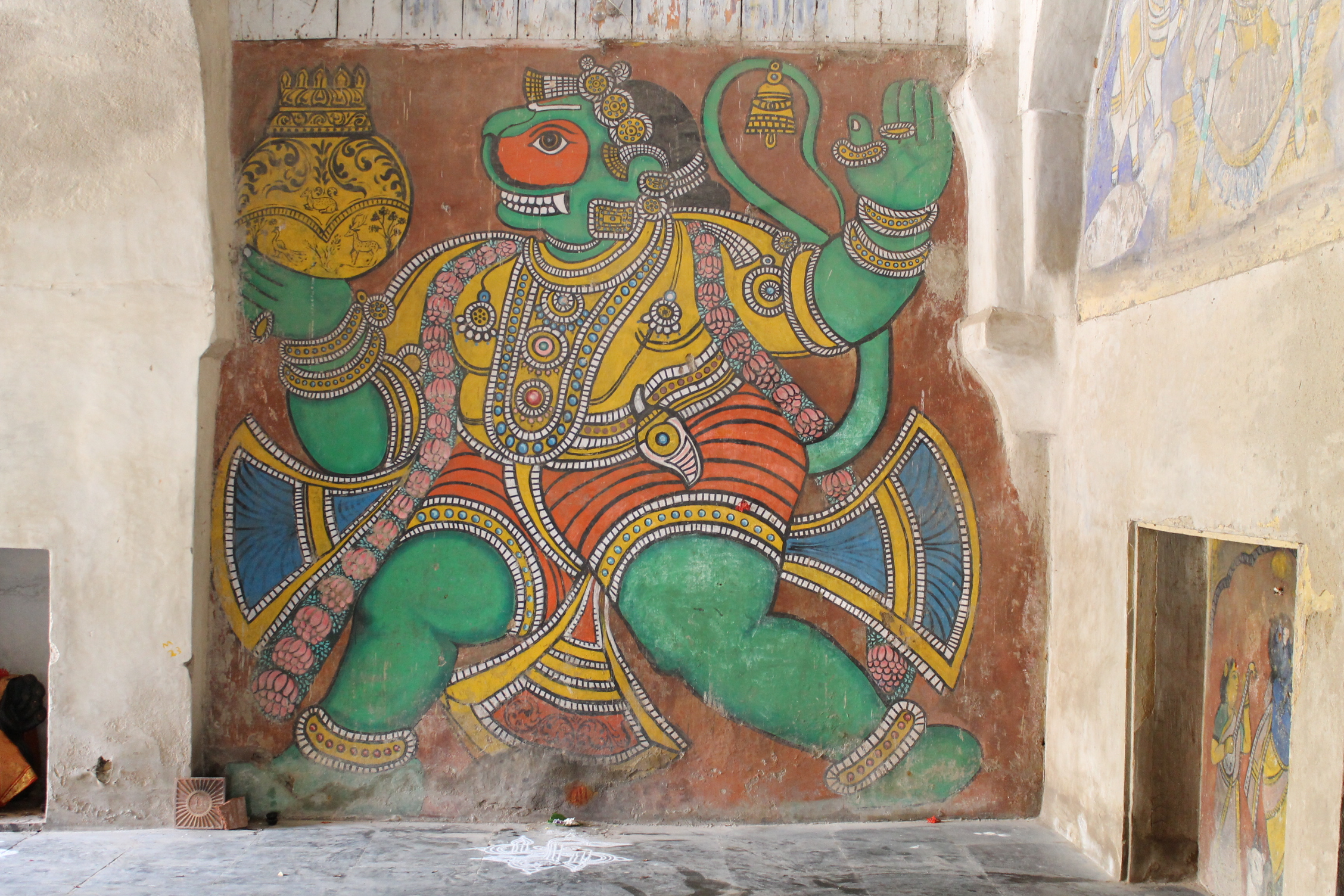
Een muurschildering van Hanuman in het Paleis van Thanjavur, Thanjavur, Tamil Nadu, India